# Golgota (trasa narciarska)
Golgota – czerwona trasa narciarska (nr 11) w ośrodku Szczyrk Mountain Resort w Szczyrku, której początek znajduje się na Hali Pośredniej a koniec na Solisku. Wzdłuż trasy ciągnie się kolej linowa (B2). Długość trasy – 800 m, a przewyższenie – 245 m, co daje średnie nachylenie 29%. Trasa jest dośnieżana za pomocą armatek śnieżnych, dawniej była także oświetlana po zmroku.
Operatorem trasy i wyciągu jest od 14 kwietnia 2011 roku Szczyrkowski Ośrodek Narciarski S.A..
Od sezonu 2017/2018 znacząco straciła na znaczeniu, przez wybudowanie łatwej trasy nr 10 umożliwiającej zjazd z Wierchu Pośredniego do Soliska omijając Golgotę. Trasa 11 od budowy kolei B2 oraz trasy 10 jest rzadko naśnieżana i uruchamiana, a jej otwarcie staje się dużym wydarzeniem. 